# Jamie O'Brien
James Duncan O'Brien (plus connu sous le nom de Jamie O'Brien) est un surfeur professionnel américain né le 9 juin 1983 à Kahuku, sur l'île d'Oahu à Hawaï. Il est particulièrement connu pour sa pratique du free surf (c'est-à-dire loin des compétitions du championnat du monde de surf) ainsi que pour les films et séries qu'il produit.

## Biographie
Jamie O'Brien est né à Kahuku sur le North Shore d'Oahu à Hawaï, d'un père sauveteur qui l'initie très jeune au surf. Il grandit à côté du spot de Banzai Pipeline, ce qui fait de lui l'un des meilleurs surfeurs de ce spot de renommée internationale.
Bien qu'ayant largement le niveau pour concourir au plus haut niveau, il décide de pratiquer le free surf. Sa source de revenus vient donc principalement de sponsors et des films et web-séries dont il est la tête d'affiche. Il participe néanmoins sur invitation à certaines compétitions professionnelles (principalement à Hawaï) comme le Pipe Pro ou le Pipe Masters (qu'il remporte notamment en 2004).
En juillet 2015, pour l'épisode 7 de sa série Who is JOB 5.0, O'Brien surfe la vague de Teahupo'o à Tahiti avec sa combinaison en feu. La cascade a été réalisée grâce à l'appui de son sponsor Red Bull qui produit la web-série,.

## Palmarès et résultats

### Saison par saison
- 2004 :
  - 1er du Billabong Pipe Masters à Banzai Pipeline sur le North Shore d'Oahu (Hawaï)

- 2010 :
  - 1er du Volcom Pipe Pro à Banzai Pipeline sur le North Shore d'Oahu (Hawaï)[3]

- 2011 :
  - 2e du Volcom Pipe Pro à Banzai Pipeline sur le North Shore d'Oahu (Hawaï)[4]

- 2012 :
  - 2e du Volcom Pipe Pro à Banzai Pipeline sur le North Shore d'Oahu (Hawaï)[5]

### Classements
| Année             | 2011 | 2012 | 2013 | 2014 |
| ----------------- | ---- | ---- | ---- | ---- |
| Qualifying Series | 148e | 102e | 274e | 177e |

## Filmographie

### Longs métrages
- 2002 : Blue Crush : un surfeur
- 2008 : Inside Teahupoo : lui-même
- 2009 : The Arena: North Shore : lui-même
- 2010 : 80 Waves : lui-même
- 2010 : Fiberglass and Megapixels : lui-même
- 2011 : A Deeper Shade of Blue : lui-même

### Web-séries
- 2010– : Who is JOB